# Mount Dungey
Mount Dungey ist ein Berg im ostantarktischen Enderbyland. Er ragt 1,5 km westlich des Pythagoras Peak in den Tula Mountains auf.
Luftaufnahmen der Australian National Antarctic Research Expeditions aus dem Jahr 1956 dienten seiner Kartierung. Das Antarctic Names Committee of Australia benannte ihn nach Francis George Dungey, Stewart auf der RSS Discovery bei der British Australian and New Zealand Antarctic Research Expedition (BANZARE, 1929–1931) unter der Leitung des australischen Polarforschers Douglas Mawson.